# Richard II. (Shakespeare)

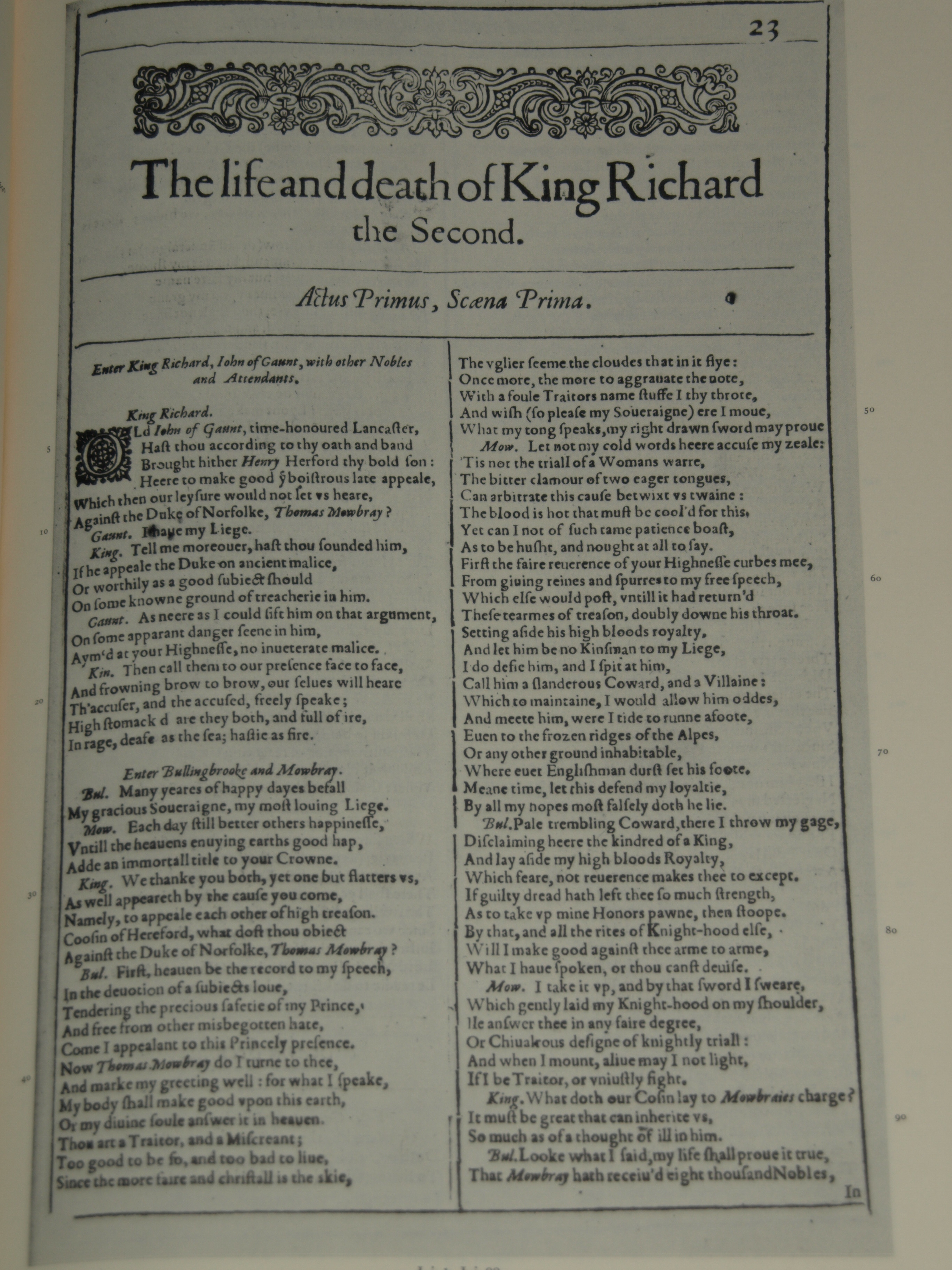
Faksimile první strany Richarda II. z vydání z roku 1623

Richard II. je historická hra Williama Shakespeara napsaná kolem roku 1595. Děj je založený na životě anglického krále Richarda II. (vládl v letech 1377–1399). První foliové vydání z roku 1623 hru řadí mezi historické, ale ve starším Early texts of Shakespeare's works z roku 1597 je nazývána The tragedie of King Richard the second.
Jedná se příběh pádu Richarda, marnotratného krále věřícího v božské předurčení své královské pozice, a vzestupu Jindřicha Bolingbroka, který reprezentuje pojetí krále, kterého předurčuje nejen krev, ale i intelekt a politická obratnost. Pro Shakespeara nezvykle je hra téměř celá napsaná ve verších, jazyk hry obsahuje mnoho metafor a přirovnání. Richardovy monology slouží k jeho vyobrazení jako postavy, která spíše analyzuje situace, než aby na ně reagovala. Richard často používá přenesené významy slov, jeho koruna například slouží jako symbol královské moci a je pro něj důležitější než samotné povinnosti krále.
Jedná se o první část tetralogie, takzvané henriády, která popisuje postupnou vládu Richarda II., Jindřicha IV. a Jindřicha V. Dalšími částmi tetralogie jsou Jindřich IV. (1. část), Jindřich IV. (2. část) a Jindřich V.

## Postava
- Richard II., anglický král
- Jan z Gentu, jeho strýc, vévoda z Lancasteru
- Edmund z Langley, jeho strýc, vévoda z Yorku
- Jindřich Bolingbroke, syn Jana z Gentu, pozdější Jindřich IV.
- Vévoda z Aumerle, syn vévody z Yorku
- Thomas Mowbray, vévoda z Norfolku
- Vévoda ze Surrey
- Hrabě ze Salisbury
- Lord Berkeley
- Bushy, Bagot, Green – oblíbenci krále Richarda
- Jindřich Percy, vévoda z Northumberlandu
- jeho syn Jindřich
- Sir Stephen Scroop
- Sir Piers Exton
- Richardova královna
- Vévodkyně z Yorku
- Vévodkyně z Gloucesteru

## Děj

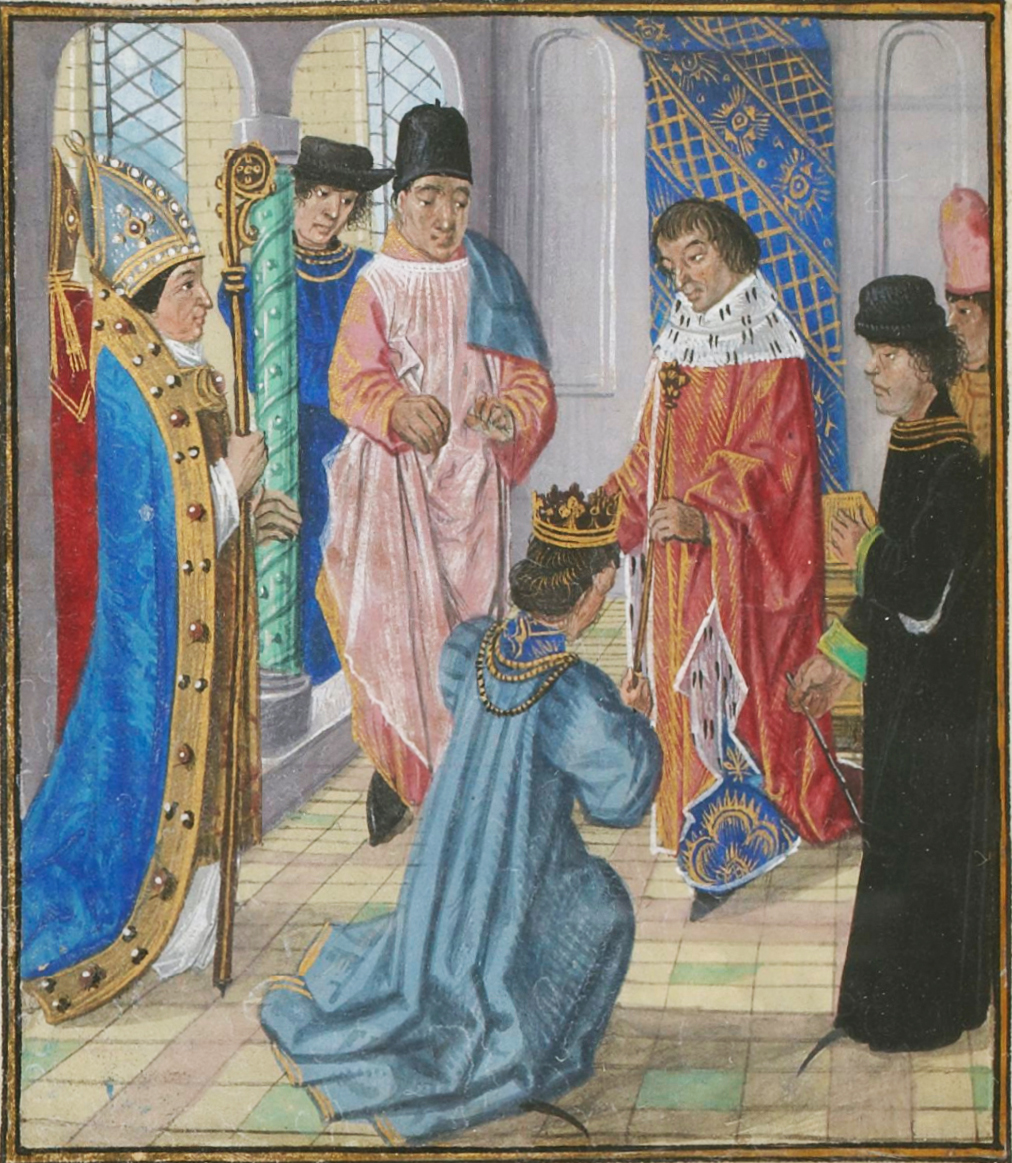
Abdikace Richarda II., 15. století.

Hlavní postavou hry je Richard II. a hra popisuje poslední dva roky jeho života – roky 1398 až 1400. Dozvídáme se, že králův bratranec Jindřich Bolingbroke je ve sporu s Thomasem Mowbrayem a oba chtějí, aby je král rozsoudil. Bolingbroke Mowbrayho obviňuje, že promrhal peníze, které mu Richard dal pro vojáky. Rovněž ho obviňuje z nedávné vraždy Thomase z Woodstocku, vévody z Gloucesteru, ačkoliv Jan z Gentu — Gloucesterův bratr a Bolingbrokův otec — si myslí, že za vraždou stojí Richard sám. Richard se oba muže několikrát pokusí uklidnit, ale nakonec tyto pokusy vzdá a Bolingbroke a Mowbray jeden druhého vyzvou na souboj, i přes námitky Richarda i Jana z Gentu.
Hned na začátku turnaje Richard oba muže vykazuje z Anglie. Bolingbroke musí odejít na šest let, Mowbray je ze země vyhoštěn navždy. Toto královo rozhodnutí se dá interpretovat jako první chyba v řadě omylů, které povedou k jeho sesazení a smrti. Mowbray předpovídá, že král dříve nebo později padne.
Jan z Gentu umírá a Richard II. zabírá všechny jeho pozemky a peníze. To vede k hněvu šlechty, která Richarda obviňuje z plýtvání penězi, ze záboru bohatství Jana z Gentu (které právem patří Bolingbrokovi), aby mohl financovat válku s Irskem, ze zdanění poddaných a z toho, že šlechtice nutí platit za zločiny jejich předků. Šlechta pomůže Bolingbrokovi vrátit se potají do Anglie a plánuje sesadit Richarda II. z trůnu. Někteří však zůstávají věrni Richardovi, mezi nimi Bushy, Bagot, Green a vévoda z Aumerle, bratranec Richarda a Bolingbroka.
Když se Richard vrátí z Irska, Bolingbroke nejprve žádá zpět svá území. Richard se šlechtou podporovanému Bolingbrokovi vzdá, načež se Bolingbroke korunuje Jindřichem IV. a Richard (kterému nezbylo nic jiného, než abdikovat v jeho prospěch) je uvězněn na hradě Pontefract. Ambiciózní šlechtic (Exton) pochopí "žijící strach" krále Jindřicha jako narážku na Richarda, odebere se do vězení a bývalého krále, kterému dělají společnost jen jeho různé smutky a trápení, zavraždí. Král Jindřich vraha zavrhuje a chystá se na pouť do Jeruzaléma, aby se očistil od účasti na Richardově smrti.

## Filmové adaptace
- 1978 Král Richard II.  Anglický TV film. Hrají: Derek Jacobi, John Gielgud, Jon Finch, Wendy Hiller, Damien Thomas, Charles Gray, Robin Sachs.
- 2012 Richard II. Anglický TV film z minisérie The Hollow Crown. Režie: Rupert Goold. Hrají: Ben Whishaw (Richard), Rory Kinnear (Jindřich), Clémence Poésy (královna), Patrick Stewart (Jan z Gentu), David Suchet (vévoda z Yorku).